# La Sequera de Haza
La Sequera de Haza ist ein Ort und eine Gemeinde (municipio) mit 27 Einwohnern (Stand: 2024) im Süden der spanischen Provinz Burgos in der autonomen Region Kastilien-León.

## Lage und Klima
La Sequera de Haza liegt in der Iberischen Meseta in einer Höhe von ca. 865 m. Die Provinzhauptstadt Burgos befindet sich ca. 110 km nordnordöstlich. Das Klima ist gemäßigt bis warm; der eher spärliche Regen (ca. 530 mm/Jahr) fällt – mit Ausnahme der Sommermonate – übers Jahr verteilt.

## Bevölkerungsentwicklung
| Jahr      | 1970 | 1981 | 1991 | 2001 | 2011 | 2021 |
| Einwohner | 147  | 91   | 76   | 64   | 46   | 25   |

## Sehenswürdigkeiten
- Kirche Mariä Himmelfahrt (Iglesia de la Asunción de Nuestra Señora)
- Ruine der Einsiedelei von San Nicolás mit Friedhof
- Bodegas

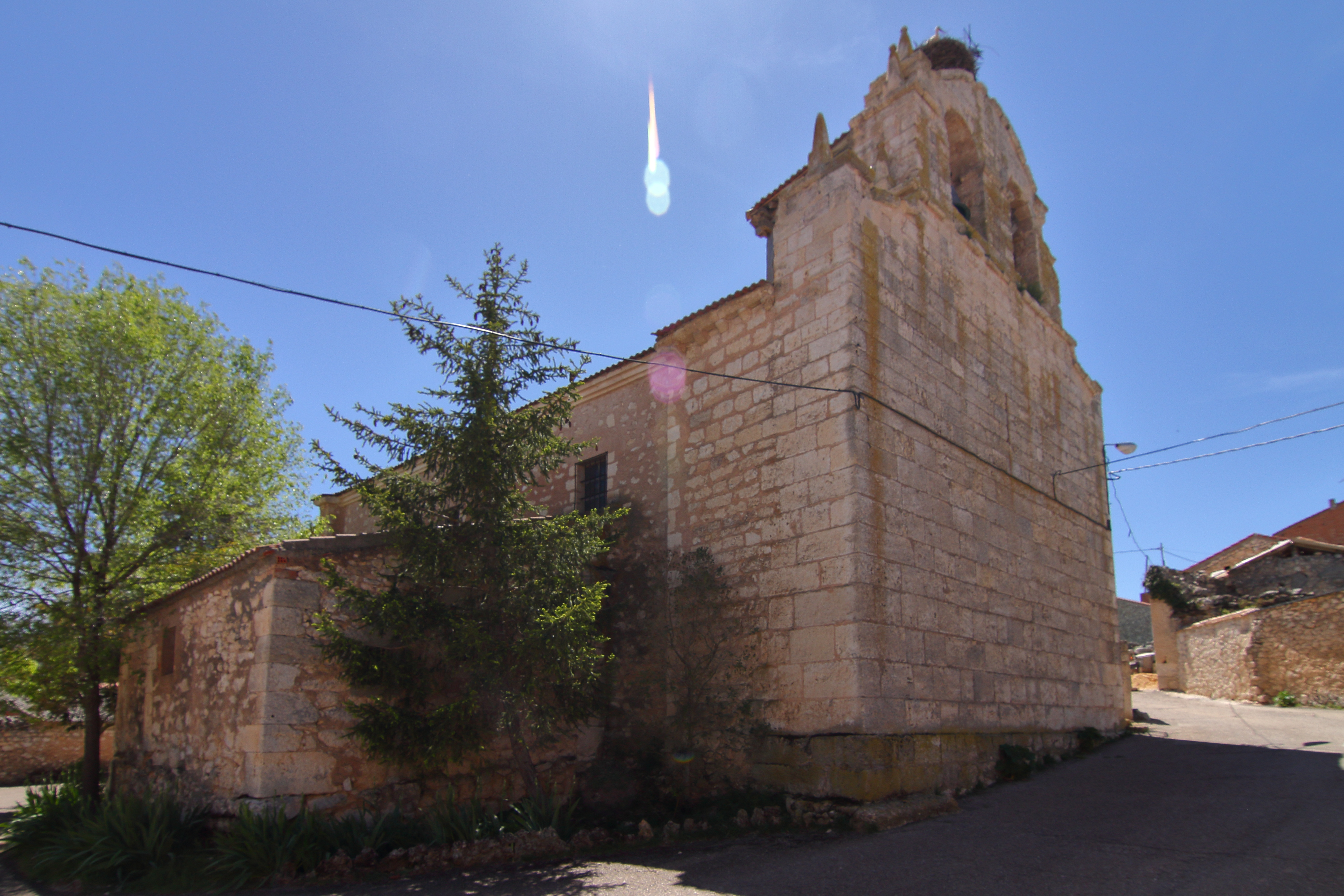
Kirche Mariä Himmelfahrt
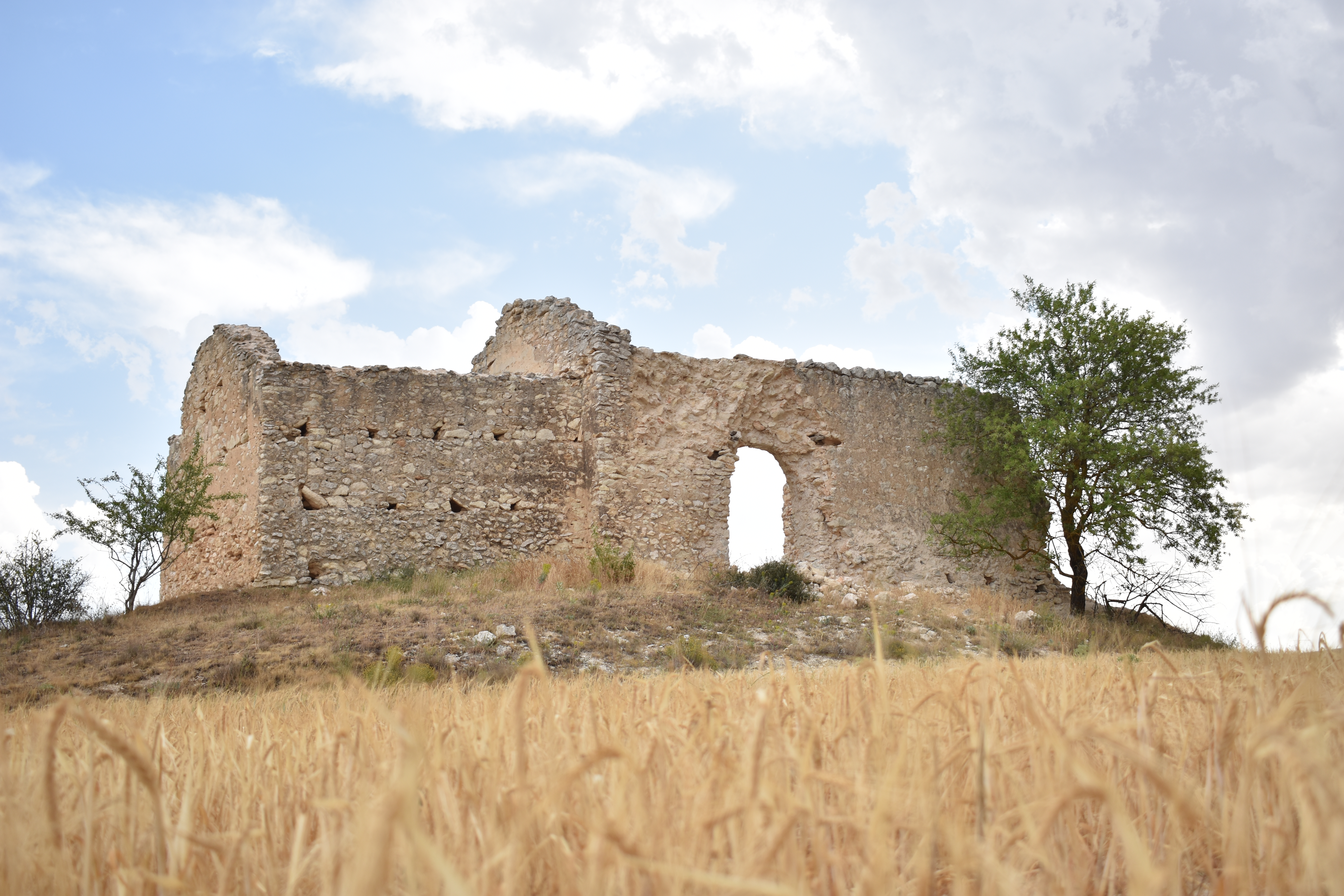
Ruine der Einsiedelei von San Nicolás